# 접합균류

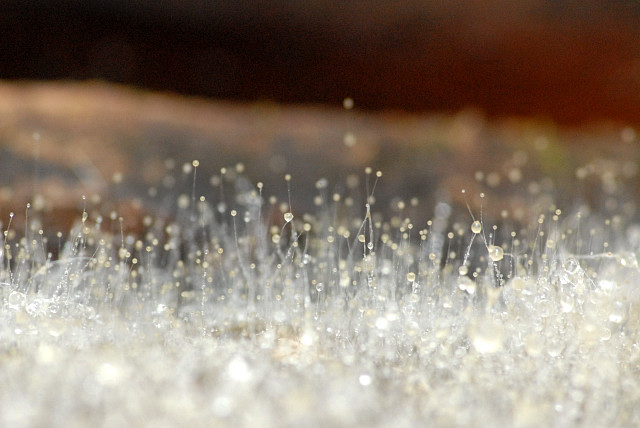

접합균류(接合菌類)는 진균류의 한 종류이다. 이전에 접합균문 (Zygomycota)으로 분류했다. 현재는 대부분의 종이 털곰팡이문과 포충균문에 속한다. 물속이나 육상에서 기생 또는 부생을 한다. 간단한 균사로 된 것도 있지만, 격벽이 없이 다핵 균사체가 발달된 것이 대부분이다. 약 1060여 종이 알려져 있다.
일반적으로 분실성이며, 이들의 생식 세포에는 편모가 생기지 않는다. 무성 생식에서는 균사의 바깥쪽에 분생자가 생기거나 또는 포자낭 속에 포자가 생긴다. 그러나 경우에 따라서는 분열, 출아 또는 아메바 모양의 포자가 생기기도 한다. 한편, 유성 생식에서는 균사가 접합하거나 또는 배우자낭 접합을 하며, 접합자는 보통 두꺼운 벽의 접합 포자가 되어 휴면한다. 그 후 이것이 싹이 틀 때 감수 분열이 이루어져 단상 생물이 된다.

## 종류
이전에 트리코미세스강과 접합균강의 2개의 강으로 분류했다. 트리코미세스강은 몸의 밑부분에 있는 부착기를 이용하여 게·노래기·곤충 등 절지동물의 소화관 벽에 붙는다. 매우 작은 균류이지만 숙주의 항문으로부터 육안으로 보일 정도의 균사의 술이 뻗어나오기도 한다. 이 종류에는 아메비디움과 게니스텔리가 있다. 접합균강은 균사벽은 주로 균류 키틴으로 되어 있으며, 경우에 따라서는 균사에 격벽이 있는 것도 있다. 또한 균사가 아니고 미소한 다핵 구상체로 된 것도 있는데, 이것을 균사 소체라고 한다. 접합 포자와 포자낭 포자가 특징적이다. 이 종류에는 엔도코클루스, 파리곰팡이, 거미줄곰팡이, 엔도고네가 있다.

## 하위 분류
- 포충균아계 (Zoopagomyceta) 또는 포충균문 (Zoopagomycota)
  - 곤충곰팡이문 (Entomophthoromycota) 또는 곤충곰팡이아문 (Entomophthoromycotina)
  - 포충균문 (Zoopagomycota) 또는 포충균아문 (Zoopagomycotina)
  - 키크셀라문 (Kickxellomycota) 또는 키크셀라아문 (Kickxellomycotina)
- 털곰팡이아계 (Mucoromyceta) 또는 털곰팡이문 (Mucoromycota)
  - 모르티에렐라문 (Mortierellomycota) 또는 모르티에렐라아문 (Mortierellomycotina)
  - 칼카리스포리엘라문 (Calcarisporiellomycota) 또는 칼카리스포리엘라아문 (Calcarisporiellomycotina)
  - 털곰팡이문 (Mucoromycota) 또는 털곰팡이아문 (Mucoromycotina)
  - 취균문 (Glomeromycota) 또는 취균아문 (Glomeromycotina)